# Anacondas 4 : La Piste du sang
Pour les articles homonymes, voir Anaconda (homonymie).
Série Anaconda
Anaconda 3 : L'Héritier
(2008) Lake Placid vs. Anaconda
(2015)
Pour plus de détails, voir Fiche technique et Distribution.
Anacondas 4 : La Piste du sang (Anacondas: Trail of Blood) est un téléfilm d'horreur américain réalisé par Don E. FauntLeRoy et diffusé le 28 février 2009 sur Sci-Fi Channel. C'est le quatrième épisode de la saga Anaconda.

## Synopsis
Les recherches sur l'orchidée de sang se poursuivent. Elles aboutissent encore une fois à la création d'un serpent génétiquement modifié à l’agressivité surdéveloppée. Après avoir tué les membres de l'équipe de recherche, il s'échappe dans la nature.

## Fiche technique
Sauf indication contraire, les informations mentionnées dans cette section peuvent être confirmées par la base de données cinématographiques IMDb,  présente dans la section « Liens externes ».
- Titre original : Anacondas: Trail of Blood
- Titre français : Anacondas 4 : La Piste du sang[Note 1],[Note 2]
- Réalisation : Don E. FauntLeRoy
- Scénariste : David C. Olson
- Production : Vlad Paunescu ; Benjamin Sacks ; Alison Semenza ; Brian S. Sexton
- Directeur de production : Adrian Corneth
- Pays : Roumanie ; États-Unis
- Langue : Anglais
- Format : 1,85:1
- Son : Dolby Digital
- Lieux de tournage : Bucarest , Danube delta (Roumanie)
- Musique Original : Peter Meisner
- Image : Don E. FauntLeRoy
- Distribution des rôles : Jeff Gerrard
- Création des décors : Serban Porupca
- Direction artistique : Vlad Roseanu
- Décoratrice de plateau : Gina Stancu
- Création des costumes : Ana Maria Cucu
- Maquillage : Daniela Busoiu ; Letitia Ghenea
- Effets spéciaux : Lucian Lordache ; Ionel Popa
- Effets visuels : Chris Hopkins ; James Allan May
- Genre : Horreur, aventure
- Durée : 89 minutes
- Date de sortie :
  -  États-Unis : 28 février 2009
- Classification : France : Avertissement des scènes qui peuvent choquer les spectateurs.

États-Unis : R restricted (interdit -17 ans)
Royaume-Uni : interdit - 15
Corée du Sud : interdit - 18 ans
Pays-Bas : interdit - 16 ans
Singapour : M18 (interdit -18 ans)
Finlande : K-15 (int -15 ans)
Malaisie : (Strictement interdit) (censuré)

## Distribution
- Crystal Allen : Amanda Hayes
- Linden Ashby : Jackson
- Danny Midwinter : Scott
- Calin Stanciu : Alex
- Ana Ularu : Heather
- Claudiu Bleonț (ro) : Armon
- Anca-loana Androne : Wendy
- Emil Hoștină (ro) : Eugene
- Alexandru Potocean (ro) : Roland / Patrick
- John Rhys-Davies : Murdoch
- Dan Badarau : Vasile
- Marcelo Cobzariu (ro) : Mercenaire
- Zoltan Butuc : Peter
- David Frye : Armon
- Cristina Teodorescu : Assistante de Murdoch